# Kurpräzipium
Das Kurpräzipium, auch Kurpräzipuum genannt, war der Länderteil in den Territorien der Kurfürsten des Heiligen Römischen Reiches, der jeweils mit der Kurwürde immer verbunden war und unveräußerlich sein sollte. Seine Funktion entspricht dem eines Präzipuums im Allgemeinen, ein Vorrecht zu haben, etwas zeitlich vor anderen zu nehmen.

## Das kurpfälzische Kurpräzipium
Im Besonderen war das Kurpräzipium der Länderteil in den seit dem späteren Mittelalter oftmals in Nebenlinien geteilten kurpfälzischen Territorien am Rhein und in der Oberen Pfalz, der unteilbar und unveräußerlich mit der pfälzischen Kurwürde fest verbunden sein sollte.
1368 wurden nach der Erbeinigung zwischen Ruprecht I. und Ruprecht II. für den Erstgeborenen aus der pfälzischen Linie der Wittelsbacher Gebiete festgelegt, die über alle möglichen Teilungen die Obere Pfalz fest mit der Rheinpfalz verbinden sollten. Diese Bestimmung setzte Ruprecht II. als Kurfürst fort und bestimmte die Städte Amberg, Kemnath, Nabburg, Neunburg vorm Wald, die Burgen Murach und Waldeck endgültig zum Kurpräzipium. Die übrigen pfalzgräflichen Landschaften sollten den nachgeborenen Söhnen als Mannlehen vom ältesten Bruder zustehen.
Mit dem Dreißigjährigen Krieg kam das Ende des pfälzischen Kurpräzipiums. Pfalzgraf Friedrich V., der sogenannte „Winterkönig“, hatte sich 1619 von den protestantischen Ständen des Königreichs Böhmen zum König wählen lassen, was ihm die Reichsacht und in der Folge den Verlust all seiner Länder einbrachte. Maximilian I. von Bayern besiegte an der Spitze eines Heeres der Katholischen Liga in der Schlacht am Weißen Berg das Heer Friedrichs V.; dessen Gebiete, die Kurpfalz und die Obere Pfalz, wurden vom Kaiser für herrenlos erklärt. Da Maximilian für diesen Kriegszug dem Reich und dem habsburgischen Kaiser Ferdinand II. 13 Millionen Gulden verausgabt hatte, wurde ihm zur Abgeltung zuerst das Land ob der Enns (das spätere Oberösterreich) als Pfand übereignet, das dann gegen die Kurfürstenwürde (1623) und gegen die Obere Pfalz (1628) eingetauscht wurde. Damit kam die ganze Oberpfalz dauerhaft zu Altbayern.